# Vườn quốc gia Rio Abiseo
Vườn quốc gia Rio Abiseo (tiếng Tây Ban Nha: Parque Nacional del Río Abiseo) là một vườn quốc gia nằm tại San Martín, Peru. Nó được UNESCO công nhận là Di sản thế giới từ năm 1990 theo cả tiêu chí về văn hóa lẫn thiên nhiên. Đây là nơi có nhiều loài động thực vật hoang dã cùng 30 địa điểm khảo cổ thời kỳ tiền Colombo. Kể từ năm 1986, vườn quốc gia đã không mở cửa cho du lịch do tính chất mong manh của cả môi trường tự nhiên và địa điểm khảo cổ.

## Địa lý và khí hậu
Nằm ở San Martín, giữa hai con sông là Marañón và Huallaga, vườn quốc gia có diện tích khoảng 2.745 km vuông. Nó bao gồm 70% lưu vực sông Abiseo. Độ cao đạt tới 4.200 mét so với mực nước biển và nơi thấp nhất trong vườn quốc gia là 350 mét.
Rio Abiseo bảo vệ ba vùng sinh thái: rừng ẩm Ucayali ở vùng đất thấp, rừng ẩm Yungas Peru ở độ cao trung bình và dãy núi Trung Páramo ở độ cao cao nhất. Có ít nhất 7 hệ sinh thái trong vườn quốc gia gồm rừng trên núi, rừng nhiệt đới núi cao, rừng mưa nhiệt đới, đồng cỏ Andes, rừng khô... Độ ẩm cao và mưa quanh năm, đặc biệt là ở khu vực núi cao.

## Khảo cổ học
Các khu vực khảo cổ nổi tiếng nhất trong công viên Rio Abiseo là Gran Pajatén. Đây là một khu định cư đổ nát trên một sườn núi trông ra hẻm núi sông Montecristo. Cách đó không xa là tàn tích Los Pinchudos bao gồm một loạt các ngôi mộ đá được phát hiện trong đầu những năm 1970. Gran Pajatén, Los Pinchudos và các địa điểm khảo cổ khác được xác định là của nền văn hóa Chachapoyas.

## Thiên nhiên
Có 980 loài thực vật biết đến được ghi nhận ở vùng cao của vườn quốc gia, 13 trong số đó là loài đặc hữu và 5000 loài thực vật trong khu vực của Rio Abiseo.
Vườn quốc gia gần như là nơi trú ẩn cuối cùng của loài Khỉ nhện đuôi bông, một loài đặc hữu của khu vực trước đây được cho là đã tuyệt chủng. Chính vì tình trạng cực kỳ nguy cấp của loài linh trưởng này mà khu vực đã được bảo vệ như là vườn quốc gia và được công nhận là Di sản thế giới. Các loài động vật quan trong khác bao gồm khỉ rú đỏ Venezuela, khỉ nhện bụng trắng, khỉ cú ba sọc, báo đốm, kền kền vua, Hươu Bắc Andes, Paca núi, vịt đầu nâu phương Nam, kền kền gà tây, khỉ thầy tu bụng trắng, vẹt Amazona mào vàng, thú có mai lông rậm mũi dài.